# Rob Conway
Pour les articles homonymes, voir Conway.
Robert Thomas (Rob) Conway, Jr. (né le 28 novembre 1974 à New Albany) est un catcheur (lutteur professionnel) américain. 
Il commence sa carrière à l'Ohio Valley Wrestling et lutte alors ponctuellement à la World Wrestling Federation/Entertainment (WWF/WWE) entre 1999 et 2003 avant de rejoindre cette fédération au cours de cette même année. Il se fait alors connaitre en tant que membre de La Résistance avec Sylvain Grenier et René Duprée et remporte à trois reprises le championnat du monde par équipe de la WWE avec Grenier. Il quitte la WWE en 2007 et lutte dans diverses fédérations. En 2013, il devient pour la première fois le champion du monde poids-lourds de la National Wrestling Alliance (NWA) et remporte une deuxième fois ce titre en 2014, dans le même temps il devient double champion du monde par équipe de la NWA avec Jax Dane puis Matt Riviera avec qui il détient actuellement ce titre.

## Carrière

### Ohio Valley Wrestling (1998–2000)
Conway commence sa carrière à l'Ohio Valley Wrestling (OVW), une fédération du Kentucky, le 11 janvier 1998 où avec Nick Dinsmore il bat Juan Hurtado et The Intern. Avec lui, il devient champion par équipe du Sud de l'OVW une première fois le 18 mars après leur victoire sur Rip Rogers et Trailer Park Trash. Le 4 avril, ils sont à la Music City Wrestling où ils remportent le championnat par équipe d'Amérique du Nord de cette fédération après leur victoires dans un four way match comprenant The Rock'n roll express (Ricky Morton et Robert Gibson), Reno Riggins et Steven Dunn ainsi que Frenchy Rivera et Shane Eden et rendent ce titre en mai à cause d'une blessure de Dinsmore,. Ils perdent le championnat par équipe du Sud de l'OVW le 3 mai face à Dave The Rave et Rip Rogers mais récupèrent ce titre dix jours plus tard,. Ce second règne ne dure que quatre jours et ils se font battre par Rip Rogers et Dave The Rave mais récupèrent les ceintures le même jour. On leur retire le titre dix jours après et commencent un quatrième règne le 14 juin après leur victoire sur Flash Flanagan et Jason Lee,. Deux semaines plus tard, Dave The Rave et Juan Hurtado deviennent les nouveaux champions par équipe de l'OVW.

### World Wrestling Entertainment (2000-2007)
Lors de Taboo Tuesday 2004, ils perdent les titres contre Chris Benoit et Edge.

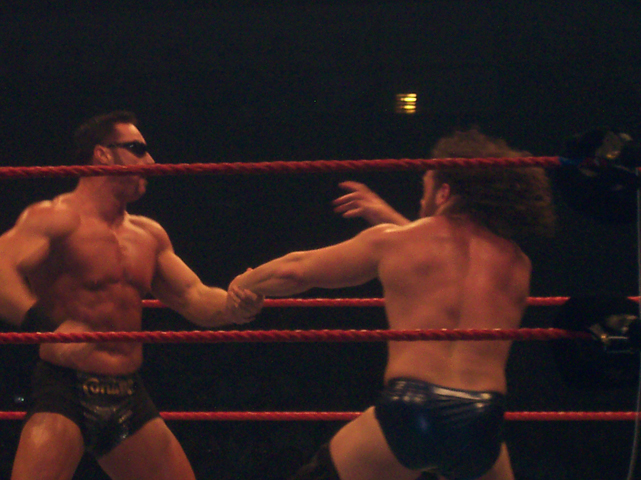
Conway affrontant Eugene en Octobre 2005

Au Raw du 1er janvier 2007, il annonce que s'il perd son match contre Jeff Hardy, il quitte Raw. Jeff Hardy, alors champion Intercontinental, remporte rapidement le match après un Roll-Up. Vince McMahon arrive alors et rejoint Rob Conway. Ce dernier semble avoir oublié ses résolutions pour 2007 qui étaient de ne plus être un perdant et Vince annonce sa nouvelle résolution qui est de ne plus être gentil ! (ironique puisqu'il a la gimmick d'un boss démoniaque) Mr McMahon dit alors sa célèbre phrase, "You're Fired!"

### Juggalo Championship Wrestling (2011)
Lors de Ponydown Showdown, il perd contre Rhino.

### National Wrestling Alliance

#### NWA World Heavyweight Champion (2013–2015)
Le 16 mars 2013, il bat Kahagas et remporte le NWA World Heavyweight Championship. Lors de Invasion Attack 2013, il conserve le NWA World Heavyweight Championship contre Satoshi Kojima,. Lors de Dominion 6.22, il conserve son titre contre Manabu Nakanishi,. Lors de Destruction 2013, il conserve son titre contre Jushin Liger,. Lors de Power Struggle 2013, lui et Jax Dane battent Killer Elite Squad (Davey Boy Smith, Jr. et Lance Archer) et Tencozy (Hiroyoshi Tenzan et Satoshi Kojima) dans la première chute d'un match à trois voies et deux manche, et remportent les NWA World Tag Team Championship, faisant de Conway un double champion, et le premier lutteur à détenir simultanément le NWA World Heavyweight Championship et le NWA World Tag Team Championship. Du 23 novembre au 7 décembre, lui et Jax Dane ont pris part au World Tag League 2013, où ils ont terminé avec une fiche de trois victoires et trois défaites, à défaut de se qualifier pour les demi-finales. Conway c'est fait river les épaules dans une seule des trois défaites de son équipe, qui ont conduit celui qui l'a battu, Satoshi Kojima, a le défier pour un match revanche pour le NWA World Heavyweight Championship. Lors de Wrestle Kingdom 8, il perd le titre contre Satoshi Kojima. Lors de New Year Dash, lui et Jax Dane conservent leur titres contre Tencozy. Lors de Invasion Attack 2014, ils perdent les titres contre Tencozy. Lors de Back to the Yokohama Arena, lui et Wes Brisco perdent Tencozy contre dans un Three Way Tag Team Match qui comportaient également Killer Elite Squad et ne remportent pas les NWA World Tag Team Championship.
Le 2 juin, il bat Satoshi Kojima et remporte le NWA World Heavyweight Championship pour la deuxième fois. Lors de The New Beginning in Sendai 2015, il perd le titre contre Hiroyoshi Tenzan.

## Palmarès
- Music City Wrestling (MCW)
  - 1 fois champion par équipe d'Amérique du Nord de la MCW avec Nick Dinsmore[5]

- National Wrestling Alliance
  - 2 fois NWA World Heavyweight Championship
  - 4 fois NWA World Tag Team Championship avec Jax Dane (1) et Matt Riviera (3)

- Northern Championship Wrestling
  - 1 fois NCW Tag Team Champion avec Sylvain Grenier
- NWA Mid-South
  - 1 fois NWA Mid-South Unified Heavyweight Championship
- NWA Supreme Wrestling
  - 2 fois NWA Supreme Heavyweight Championship

- Ohio Valley Wrestling (OVW)
  - 5 fois champion poids-lourds de l'OVW
  - 10 fois champion par équipe du Sud de l'OVW avec Nick Dinsmore[8]
- Top of The World Wrestling
  - 1 fois TOW Tag Team Championship avec Sylvain Grenier

- World Wrestling Entertainment
  - 3 fois WWE World Tag Team Championship avec Sylvain Grenier